# Tracy Letts
 (mai 2022).
Si vous disposez d'ouvrages ou d'articles de référence ou si vous connaissez des sites web de qualité traitant du thème abordé ici, merci de compléter l'article en donnant les références utiles à sa vérifiabilité et en les liant à la section « Notes et références ».
Tracy Letts, né le 4 juillet 1965 à Tulsa (Oklahoma) aux États-Unis, est un écrivain, scénariste et acteur américain.

## Biographie
Tracy Letts est né à Tulsa dans l'Oklahoma. Il est le fils de la romancière Billie Letts et de l'acteur Dennis Letts. 
Après avoir étudié à Durant dans l'Oklahoma, Tracy Letts s'installe à Chicago en 1985 et intègre la Steppenwolf Theater Company, avec laquelle il travaille encore aujourd'hui. Il écrit sa première pièce, Killer Joe, en 1991. La pièce est jouée pour la première fois deux ans plus tard au Next Lab Theater à Chicago.
En 2008, Tracy Letts obtient le Prix Pulitzer pour sa pièce de théâtre August : Osage County, jouée pour la première fois à Chicago en 2007 puis reprise à New-York en 2008 sur Broadway.

## Œuvres de théâtre
- 1993 : Killer Joe
- 1996 : Bug
- 2003 : Man from Nebraska
- 2007 : August: Osage County
- 2008 : Superior Donuts
- 2009 : Three Sisters
- 2017 : Linda Vista

## Filmographie

### Scénariste
- 2006 : Bug de William Friedkin
- 2012 : Killer Joe de William Friedkin
- 2013 : Un été à Osage County (August: Osage County) de John Wells
- 2021 : La Femme à la fenêtre (The Woman in the Window) de Joe Wright

### Acteur
- 1998 : US Marshals de Stuart Baird : Shérif Poe
- 2015 : Elvis and Nixon de Liza Johnson : John Finlator
- 2015 : The Big Short : Le Casse du siècle d'Adam McKay : Lawrence Fields
- 2016 : Le Teckel (Wiener-Dog) de Todd Solondz : Danny
- 2016 : Imperium de Daniel Ragussis : Dallas Wolf
- 2016 : Indignation de James Schamus: Hawes D. Caudwell
- 2016 : Christine d'Antonio Campos : Michael Nelson
- 2017 : The Lovers d'Azazel Jacobs : Michael
- 2017 : Lady Bird de Greta Gerwig : Larry McPherson
- 2017 : Pentagon Papers (The Post) de Steven Spielberg : Fritz Beebe
- 2019 : Le Mans 66 (Ford v. Ferrari) de James Mangold : Henry Ford II
- 2020 : French Exit d'Azazel Jacobs : Franklin Prince (voix)
- 2021 : SOS Fantômes : L'Héritage de Jason Reitman : Jack
- 2022 : Eaux profondes (Deep Water) d'Adrian Lyne : Don Wilson
- 2025 : A House of Dynamite de Kathryn Bigelow

## Prix
- 2008 : Drama Desk Award for Outstanding Play pour August : Osage County
- 2008 : Prix Pulitzer de l'œuvre théâtrale (Pulitzer Prize for Drama) pour August : Osage County
- 2008 : Tony Award de la meilleure pièce pour August : Osage County
- 2013 : Tony Award du meilleur acteur dans une pièce pour Qui a peur de Virginia Woolf ?
- 2019 : Prix Sarah-Siddons